# Paul Courrent
Pour le joueur français de rugby à XV, voir Valentin Courrent.
Paul Courrent est un homme politique français né le 6 août 1872 à Nérac (Lot-et-Garonne) où il est mort le  18 décembre 1966.

## Biographie
Après des études de droit effectuées à Bordeaux, Paul Courrent s'établit avocat au Barreau de Nérac. Il devient maire puis conseiller général de sa ville sous les couleurs du Parti radical-socialiste.
En 1928, il est élu député de sa circonscription, et sera réélu en 1932 et 1936. Il se montre particulièrement actif sur les questions économiques et agricoles.
Le 10 juillet 1940, il vote en faveur de la remise des pleins pouvoirs au Maréchal Pétain. Inéligible à la Libération, il ne reprend pas d'activité politique. 